# Gera Zoltán (labdarúgó)
Gera Zoltán (Pécs, 1979. április 22. –) magyar válogatott labdarúgó, posztját tekintve középpályás. Jelenleg a Kecskeméti TE vezetőedzője.
Hivatásos pályafutását a harmadosztályú Harkány SE-ben kezdte 1996-ban, majd 1997 és 2000 között a Pécsi MFC NB I-es labdarúgója volt. Innen a Ferencvárosba került 2000 júliusában. A zöld-fehérekkel magyar bajnok (2001, 2004, 2016) és Magyar Kupa-győztes (2003, 2004, 2015, 2016). Magyarországon három alkalommal választották meg az év labdarúgójának (2002, 2004, 2005). 2004 júniusában az angol West Bromwich Albion csapatába igazolt, ahol 2008 júniusáig játszott. 2008 júliusától a Fulham labdarúgója. A Fulhammel egészen a döntőig menetelt az Európa-liga 2009-10-es kiírásában, de a következő szezonban kevés lehetőséghez jutott, így nem hosszabbított szerződést. 2011 nyarától ismét a West Bromwich Albion labdarúgója.
Számos alkalommal volt a magyar labdarúgó-válogatott csapatkapitánya. Általában középpályás, irányító vagy jobb szélső poszton játszik, de csatárként is szerepelt már. Kiváló indításai, váratlan cselei miatt népszerű. Angliában a „Mágikus Magyar” becenevet adták neki.
2003. április 1-jén a világ egyik legjelentősebb futballmagazinjában, a World Soccerben egy féloldalas cikk jelent meg annak apropóján, hogy 2005. június 30-ig meghosszabbította szerződését a Ferencvárossal, annak ellenére, hogy több külföldi csapat is hívta.
2005. május 18-án a soccernet.com internetes szaklap beválasztotta a Premier League 2004–05-ös álomcsapatába, amely a Čech – Hibbert, Carragher, Terry, Heinze – Gera, Cahill, Lampard, Robben – Henry, Rooney összeállításban szerepelt.
| „             | Úgy néz ki, mint Gerrard, úgy fut, mint Gerrard, úgy lő, mint Gerrard! Kétlábas, jól fejel, és fontos gólokat szerez. | ” |
| – Antti Niemi | |   |

2005 szeptemberében az angol sajtó Gerát Puskás Ferenchez hasonlította. Olyannyira népszerűvé vált Gera addigra, hogy az angol sajtóban a neve mellett egyre gyakrabban feltűnt a Magical Magyar jelző. A brit sajtó felvetésére, miszerint Gera Puskás méltó utódja lehet, a West Bromwich játékosa igen szerényen a következőképpen reagált: „Ez az összehasonlítás szerintem nem állja meg a helyét, közel sem vagyok olyan focista, mint amilyen Puskás volt. Nem láttam játszani, de tudom, hogy míg én az angol élvonal egyik kiscsapatában játszom, addig ő a Real Madrid történetének egyik legnagyobbja. Nagyon távol vagyok tőle…”
2008 januárjában az Independent angol napilap a brit menedzsereket, játékosokat, szakértőket és ügynököket megkérdezve fölállított egy listát a legjobb Nagy-Britanniában, de nem a Premier League-ben szereplő labdarúgókról, Zoltán ezen a 7. helyet szerezte meg. A róla szóló rövid jellemzésben ez állt: „Klasszis szélső, aki stabil Premier League-futballista lehetett volna, ha a sérülések nem akadályozzák meg ebben. Gólokat szerez, és szélső létére viszonylag jól fejel.”
2017 januárjában az angol futballal foglalkozó HITC Sport oldal a West Bromwich Albion elmúlt 25 évének (azaz a Premier League-éra) három legjobb igazolása közé sorolta az ő megszerzését Peter Odemwingie és Ben Foster leigazolása mellett. A birminghami klub drukkereinek szeretete az idő múlásával sem lanyhult, 2017 februárjában a West Brom egyik szurkolója, Matthew Jones csak azért látogatott el Budapestre, hogy Gerával találkozhasson. Ez év márciusában szerepelt a Sky Sportson futó Premier League World magazinban, ahol az Angliában eltöltött évtizedről és ottani pályafutásáról beszélt. 2018 januárjában a Fulham meghívására tekintette meg a londoni csapat Ipswich Town elleni bajnokiját, amely előtt a hazai közönség köszöntötte, majd felállva tapsolta meg a pályára bevonuló Gerát. 2019 januárjában a 2020-as Európa-bajnokság magyar nagykövetének választották.

## Gyermekkora
Pécsett nőtt fel, az átlagosnak mondható magyar család szintjén éltek. Édesapja postásként dolgozott, míg édesanyja a helyi sörgyárban vállalt munkát. A kis Zolival különösebb probléma nem volt, az általános iskolát jó eredménnyel végezte. Kilenc-tízévesen gyakran lejárt az iskola aulájába kikapcsolódni, az idejük nagy részét csocsózással, biliárdozással és zenehallgatással töltötték. Erre az időszakra a következőképpen emlékszik vissza: „Ekkor még egyáltalán nem volt olyan késztetésünk, hogy bármi rosszat tegyünk.”
A gondok akkor kezdődtek, amikor az aulában idősebb fiúk is megjelentek, akik azzal dicsekedtek, hogy rendszeresen dohányoznak, és gyakran nem az otthonukban töltik az éjszakát. Ezt követően elkezdték járni a Kertvárost a nagyobbakkal, és elkezdődött a züllés lassú folyamata. Az iskolából való igazolatlan hiányzások száma megnövekedett, kialakult a játékszenvedélye, aminek költségeit a reggelire adott pénzből fedezte. Erről így vall: „Mindig félretettem a reggelire adott pénzt, amit gyorsan eljátszottam, később már az edzés helyett is játékterembe jártam.”
| „             | Nem voltunk gazdagok, nem voltunk szegények sem. Amit kellett, megkaptunk, ettünk is rendesen. | ” |
| – Gera Zoltán |                                                                                                |   |

Tizenegy-tizenkét éves korában már javában dohányzott, és a szülei válása még tovább rontotta a helyzetet. Eleinte az apjához került, ahol nem részesült a szükséges nevelésben. Később visszakerült az édesanyjához, de akkorra már kezelhetetlenné vált. A mélypontot az jelentette, amikor 13 évesen az alkohol és a cigaretta az élete szerves részét képezte, mi több, elkezdett szipuzni is. Élete legsötétebb korszakáról így beszélt: „Elmentem egy játékterembe, ahol megismerkedtem néhány sráccal. Megkérdezték: nem próbálom-e ki a szipuzást? Kíváncsiságból, elmentem megnézni, hogy csinálják. Aztán ott kötöttem ki, hogy velük együtt szipuzok.”
Apja életvitele sem mutatkozott jó példaként előtte, aki Zoli nevelését hanyagul végezte, a barátnőit pedig állandó jelleggel cserélgette. Azonban hirtelen hatalmas változás állt be előbb apja, majd Gera életében is. Zoli éppen egy kaszinóban múlatta az idejét, amikor megjelent apja, és szólt, hogy menjen haza vele. Az odáig vezető úton elmesélte fiának, hogy a Hit Gyülekezetében volt, és a következő alkalommal szeretné, ha Zoli is vele tartana. Gerzson nem akart eleget tenni apja kérésének, végül mégis engedett neki, és a következő istentiszteletre elment vele. „Mikor mentünk haza kérdeztem apámat, miért van az, hogy az emberek énekelnek, tapsolnak. Elmagyarázta, hogy azért, mert Istennek énekelnek, valóságosan megtapasztalták Isten jelenlétét, és megismerték Jézust. Hazafelé jó érzés töltött el.” A változás nem tartott sokáig, Zoli a következő istentisztelet helyett inkább ismét a kaszinóba ment. Talán a történtek hatására azonban az addigi életvitelét egyre kevésbé élvezte. A sok italozás, dohányzás és drogfogyasztás a szervezetére is mindinkább kihatott, aminek látható jelei is voltak. Növekedésében elmaradt a megszokottól, sovány testalkatú tizenéves lett. Pár hét múltán úgy határozott, hogy ismét elmegy a Hit Gyülekezetébe. „Az istentisztelet most még jobban tetszett, és a végén azt javasolta apám, hogy térjek meg az Úrhoz, és fogadjam be a szívembe Jézus Krisztust. Nem tudtam, mit jelent megtérni, ezért apámtól megkérdeztem, mi az. Ő elmondta, hogy bánjam meg a bűneimet, és fogadjam el Jézus Krisztust megváltómnak”. Rövid ideig párhuzamosan járt istentiszteletre és játékterembe is, végül tudatosult benne, hogy választania kell. Rájött, hogy addigi élete nem vezet sehová. Elkezdte tanulmányozni a Bibliát, imádkozott és folytatta az abbahagyott tanulmányait is. Rövid időn belül leszokott káros szenvedélyeiről, amivel meglepte bandatársait, végül több társa is követte a példáját, és Zolival együtt mentek el istentiszteletre.
| „             | Ha nem fordulok Istenhez, lehet, hogy már nem is élek, de valószínűleg egy kábítószeres, semmittevő ember lennék. | ” |
| – Gera Zoltán | |   |

Több éves kihagyást követően ismét elkezdett focizni, eleinte még csak a grundon. Saját elmondása szerint egy igen komoly szövetséget kötött Istennel, miszerint az Úr dicsőségére fog focizni. Pár nap elteltével megkereste egy régi barátja, aki megkérdezte, nem lenne-e kedve a Kinizsiben játszani. Zoli elfogadta az ajánlatot. A visszatérés korántsem ment akadálytalanul, a rossz fizikai állapota miatt még a megye I-ben szereplő ifjúsági csapatba sem fért be eleinte. Még apja is úgy vélekedett, hogy Gerzson legfeljebb az NB III-ig viszi. Az őt körülvevő kételkedés épp ellenkezőleg hatott, Gera még jobban hajtott az edzéseken, hogy bekerülhessen a csapatba, miközben Isten támogatását kérte. Az egészsége fokozatosan helyreállt, karrierje pedig felfelé ívelt. Erről az időszakról így vall: „Miután Istenhez fordultam már nem volt kétségem afelől, hogy válogatott futballista leszek, és jó csapatokban játszom majd. Nem volt több törés a karrierem során, és egyre inkább haladtam előre.”

## Pályafutása

### Pécsi MFC
Gera a korábbi életmódja miatt egészen mélyről kezdte, először Harkányban adtak neki bizalmat. Jó teljesítményét és kivételes tehetségét látva a Pécsi MFC leigazolta 1997-ben, ahol Róth Antal kezei alatt az NB II-ben játszhatott. Az 1999–2000-es szezont még ott kezdte, de kisebb szerencséjére a tavasszal már NB I-es játékosnak mondhatta magát, ám mindezt nem klubváltással érte el. Történt ugyanis, hogy 2000. február 15-én megszűnt a Gázszer FC, miután Németh László klubelnök már nem tudta finanszírozni a csapatot, így az agárdiak helyén a PMFC játszott tovább a PNB-ben. Első gólját 2000. április 1-jén a Győri ETO FC ellen szerezte, Ferenczi vezető találatát egyenlítette ki a 67. percben, így pontot mentett csapatának. Nem sokkal később, a 26. fordulóban április 8-án ismét eredményes volt, ezúttal a Vác FC-nek rúgott győztes gólt. A 29. fordulóban a Nyírség-Spartacus kapuját vette be, ami meghozta a vezetést a pécsieknek. Az idény utolsó bajnokiján, a 34. fordulóban május 27-én a Nagykanizsa-LinAir FC vendégeként lépett pályára a PMFC, itt a 91. percig 1–0-ra a hazaiak vezettek, amikor Gera ismételten pontot mentett a csapatának. Gera a tavaszi szezonban 15 mérkőzésen játszott, melyeken 4 gól szerzett és 4 sárga lapot gyűjtött be. 14 alkalommal a kezdőcsapat tagjaként vághatott neki a mérkőzésnek, négyszer cserélték le és egyszer cserélték be. Gerzson nem sokáig mondhatta magát a Pécs NB I-es labdarúgójának, mivel a szezon során nyújtott kiváló teljesítménye felkeltette a Ferencváros vezetőinek érdeklődését. 2000. július 1-jén hivatalosan is a Ferencvárosi TC játékosa lett.

### Ferencváros
Gerzson 2000. július 22-én mutatkozott be a Ferencvárosi TC-ben a Haladás VFC elleni bajnoki mérkőzésen, melyet a csapat 4–0-ra nyert az Üllői úton. A debütálás nem is sikerülhetett volna számára jobban: a 45. percben megszerezte a vezetést az újonnan igazolt játékos. Az alapszakasz folyamán további egy találatot ért el, a 9. fordulóban talált be a Dunaferr SE kapujába, s mentett pontot. A 14 bajnokiból 11-szer lépett pályára, hatszor kezdőként, ötször pedig csereként, ám mégsem mondhatta magát a csapat biztos tagjának, mivel öt alkalommal le is cserélték. A 12 csapatos bajnokságban 21-szer jutott neki szerep, ráadásul 19-szer kezdőként. A felé nyújtott bizalmat további öt góllal hálálta meg, így mindent összevetve 32 bajnokin 7 találatig jutott, az FTC pedig a bajnoki címig. Ennek okán a következő idényben az UEFA-bajnokok ligája selejtezőjében indulhatott csapatával.
A 2001–2002-es bajnokság első tíz mérkőzésén kivétel nélkül a kezdőcsapatba jelölték. Július 25-én a horvát Hajduk Splittel mérkőztek meg a bajnokok ligája selejtezőjének 2. fordulójában. Az eredmény 0–0 lett, az egy héttel későbbi visszavágón szintén nem született gól. Gera mindkét mérkőzést végigjátszotta, de a Ferencvárosnak így is véget ért az az évi európai kupaszereplése, mivel a büntetőpárbajban 5–4-re alulmaradtak. A bajnokságban 2001. szeptember 22-én a Győri ETO elleni mérkőzésen sérülést szenvedett, már a 33. percben le kellett hozni a pályáról. Ennek következtében a Fradi következő tíz bajnoki mérkőzését ki kellett hagynia, visszatérésére a győriek ellen került sor december 2-án. A tavaszi szezont már válogatott labdarúgóként kezdte, miután február 13-án debütált a nemzeti csapatban. 2002. március 8-án a pályafutása egy újabb mérföldkőhöz érkezett. A Kispest-Honvéd elleni idegenbeli 4–0-s győzelemből két gólt vállalt magára. Ezt megelőzően még nem tudott egynél több találatot elérni egy mérkőzésen a hivatásos karrierje során. Ami az előző szezonban nem volt elmondható róla, ebben igen: 27-szer játszott az NB I-ben, és kivétel nélkül mindegyiken kezdőként, lecserélésére nyolcszor került sor. Ezek után elmondható volt, hogy a Ferencvárosban alapemberré nőtte ki magát. A bajnoki góljainak száma nyolc volt a szezon végén (a Videoton FCF, az S.Oliver Haladásnak oda-vissza, a Kispest-Honvéd ellen kétszer, az Újpest FC, a Matáv Sopron, a Dunaferr ellen talált be). A bajnokságban csak az ezüstérem jutott a Zalahús ZTE FC mögött, de megválasztották az év labdarúgójának Magyarországon.
A második helyezés az NB I-ben szintén európai kupaindulásra jogosított fel, azonban ekkor be kellett érniük a második számú európai kupasorozattal, az UEFA-kupával. A bajnokságot július 26-án jól kezdte az együttes, a Siófok FC-t múlták felül 2–0 arányban, ahol Gera is eredményes volt. Az UEFA-kupa selejtezőjének 2. fordulójában a ciprusi AÉ Lemeszút kapták ellenfélül. Gerzson gólt szerzett a 4–0-s győzelem alkalmával. Az FTC a visszavágón 2–1-re alulmaradt, ennek ellenére 5–2-es összesítéssel ők jutottak tovább a főtáblára, ahol a török Kocaelisport fogadták. A hazai találkozó eredménye itt is 4–0 lett, és összesítésben 5–0-val mentek tovább. A 2. fordulóban már erősebb ellenfelet sorsoltak a Ferencvárosnak, ezúttal a német VfB Stuttgartot kellett legyőzni az összesítésben a továbbjutáshoz. Ez azonban túl nagy feladatnak ígérkezett, a hazai 0–0 után a svábok 2–0-ra nyertek otthon, Geráéknak véget ért az európai kupaszereplés. A hat UEFA-kupa találkozóból kivétel nélkül mindegyiken kezdő volt, négyszer végig is játszotta a mérkőzést, egyszer szerzett gólt. Az őszi szezon utolsó bajnokiján december 1-jén az MTK Hungária otthonába látogattak el. Az örökrangadó Gera 14. percben szerzett találatával dőlt el. Ahhoz, hogy az FTC őszi bajnok legyen, még meg kellett nyernie a 13. fordulóból elhalasztott Kispest-Honvéd elleni mérkőzését. Ezt a találkozót december 6-án sikerrel abszolválták, így pontazonossággal, de jobb gólkülönbséggel az élre álltak. Noha a téli szünetben több külföldi csapat is érdeklődött iránta, mint például a német VfB Stuttgart, a francia FC Nantes és a legélénkebben érdeklődő török Galatasaray is (a Galata olyannyira figyelmes volt, hogy küldött egy 30-as számmal és Gera felirattal ellátott Galatasaray mezt is), Gera végül 2 és fél évvel meghosszabbította a szerződését a Ferencvárossal, így 2005. június 30-ig a zöld-fehér klub rendelkezett a játékjogával. A tavasz első öt mérkőzését ki kellett hagynia sérülés miatt. Mindent összevetve 26-szor játszott a bajnokságban (kivétel nélkül mindannyiszor kezdő volt), 6 gólt rúgott és 5 sárga lapot gyűjtött be. Az idény végén ismételten csak az ezüstérem jutott a Ferencvárosnak és Gerának, azonban a magyar kupa megnyerésével vigasztalódhattak. Gerzson a nyolcaddöntőben a Rákóczi FC-NABI ellen november 26-án végigjátszotta a mérkőzést, az elődöntőben április 16-án a BKV Előre otthonában Thomas Sowunmi helyett lépett pályára a szünetben, míg a döntőben a DVSC-MegaForce ellen május 6-án 91 perc jutott számára, akkor Marek Penksa jött be a helyére. A nemzetközi kupaindulást, vagyis az UEFA-kupa szereplést két fronton is kiharcolták, a bajnokságban elért az MTK Hungária FC mögötti második helyezés és a magyarkupa-győzelem egyaránt biztosította, hogy csapatával ott lehessen az európai kupaporondon.
2003 júliusában az utolsó szezonját kezdte a Ferencvárosnál. A Balaton FC ellen kezdődő első, július 26-i bajnokit végigjátszotta, amit további hat olyan egymás utáni mérkőzés követett, melyen a kezdőcsapat tagja volt, és ezekből csak egy alkalommal fordult elő, hogy lecserélték. Az UEFA-kupa selejtezőjének 1. fordulójában a máltai Birkirkara csapatát kapták ellenfelül a zöld-fehérek. Az augusztus 14-i első mérkőzésen az 5–0-s győzelem alkalmával Gera egyszer betalált, a visszavágón nem szerepelt. A 6–0-s összesítés után a főtáblára került a fővárosi klub, ahol az FC Københavnt sorsolták ellenfélnek. Gera kezdett a hazai találkozón, melyen 1–1 született, az 59. percben Rósa Dénes jött be helyette a pályára. Az október 15-i visszavágón szintén 1–1-es döntetlen lett a mérkőzés végeredménye, itt végigjátszotta a kupamérkőzést. Mivel a hosszabbítás során sem dőlt el a továbbjutó kiléte, így büntetőrúgásokra került a sor, ahol azonban az FTC 3–2-re alulmaradt dán ellenfelével szemben. Geráéknak hamar véget ért a nemzetközi szereplés, megmaradt a hazai porond. A 8. és 9. fordulóban nem lépett pályára sérülés miatt (a København elleni hazai UEFA-kupa mérkőzésen szenvedett bokaszalag-sérülést, amikor egy fejpárbajt követően a földre érkezéskor aláfordult a bokája), a 10.-ben viszont rögtön góllal tért vissza, ami ráadásul a mindent eldöntő találat volt az ETO ellen. A Lombard FC Haladás kárára a következő fordulóban is eredményes volt. Október 29-én jött az MTK Hungária elleni magyar kupa nyolcaddöntő, amit 2–1-re nyert a Ferencváros, többek között Gera góljának köszönhetően. A kupában ezután fantasztikus sorozatot produkált, minden mérkőzésen bevette az ellenfelek kapuját. A negyeddöntőben a Bodajk FC-nek kettő, az elődöntőben a Vasas SC-nek egy gólt lőtt. 2004. május 5-én játszották a magyar kupa döntőjét a Bp. Honvéd ellen. A Ferencváros 3–1-es sikert aratott, Gera végigjátszotta a döntőt, sőt a 68. perben gólt is szerzett. Ez azt jelentette, hogy az FTC ebben az idényben is nyert valamilyen trófeát Gerával, kivételt mindössze a 2002-es év jelentett, amikor „csupán” egy ezüstérmet szereztek a bajnokságban. Még a kupadöntőt megelőzően, április 4-én egy fontos esemény történt a pályafutásában. A 21. fordulóban a Győri ETO ellen mesterhármast (37., 42., 48. perc) ért el, a 4–0-s végeredményt Somorjai állította be a 79. percben. A bajnokságban eddig még nem, a válogatottban viszont már volt rá példa, hogy egy mérkőzésen háromszor legyen eredményes, akkor San Marino volt az ellenfél. Május 16-án az NB I rájátszásában az FTC az MTK-t fogadta az örökrangadó keretében, melyet a hazaiak 2–0-lal abszolváltak. A két gól szerzője Gerzson volt, a 4. és a 61. percben vette be a kék-fehérek kapuját. Legközelebb az utolsó, vagyis a 32. fordulóban talált be, a Ferencváros számára éppen a legjobbkor. A magyar bajnoki cím az utolsó fordulóban dőlt el a Ferencváros, az Újpest és a Debrecen között. Az FTC-nek a Debrecent kellett legyőznie ahhoz, hogy sikerüljön a duplázás (magyarkupa-győzelem és bajnoki cím), addig az Újpestnek az MTK-t kellett volna idegenben megvernie, a Lokinak pedig az FTC elleni győzelem kellett a bajnoki címhez. A Ferencváros–DVSC találkozón Gera a 7. percben vezetéshez juttatta csapatát, Tököli Attila a 15.-ben tovább növelte az előnyt, melyre a 33. minutumban Sándor Tamás válaszolt, végül Lipcsei Péter a 60. perben belőtte a mindent eldöntő gólt, a végeredmény 3–1 lett. Mivel az Újpest csak 1–1–es döntetlent ért el, így a magyar bajnok a Ferencvárosi Torna Club lett. Gera a 2004-es évben magyar viszonylatban mindent megnyert, a bajnoki cím és a magyarkupa-győzelem mellett megválasztották az év magyarországi labdarúgójának (2002 után másodszor), valamint mint az később kiderült, a 2004-es magyar szuperkupa-győztese is az FTC lett, játék nélkül. A remekül sikerült idény során 30 alkalommal szerepelt bajnokin, melyeken 11 gólt ért el, ami máig a legtermékenyebb bajnoki idényének számít. A magyar kupában 4 mérkőzésen játszott, ott 5 találatot jegyzett (vagyis a mérkőzésenkénti gólátlaga meghaladta az 1-et), mindehhez hozzájött még három UEFA-kupa találkozó és az ott szerzett egy gól. Mindent összevetve 37 mérkőzésen szerepelt, 17 gólt lőtt, ami ugyancsak az egy szezonban elért legtöbb góljának számít.
Köszönhetően a bajnoki aranyéremnek, a 2004–2005-ös szezonban a bajnokok ligája-selejtezőjében indulhatott a Ferencváros. 2004. július 27-én az SK Tirana ellenfeleként léptek pályára idegenben, a kínkeservesen kiharcolt 3–2-es győzelem alkalmával Gerának 86 perc játéklehetőség jutott, a helyére Nógrádit cserélték be. Ez a mérkőzés sokáig nemcsak az utolsó európai kupatalálkozója volt (egészen 2009-ig, amikor is a Fulhammel szerepelt ismét a nemzetközi kupaporondon), hanem a Ferencváros színeiben is utoljára lépett pályára. Tekintettel az előző évben nyújtott kiváló teljesítményére, felfigyelt rá az angol Premier League-be frissen feljutott West Bromwich Albion, akik le is szerződtették. A megállapodás értelmében 3+1 éves szerződést kötöttek 2004. július 30-án. Gera akkor 1 500 000 angol fontos vételárával a legdrágább magyar labdarúgó volt.

### West Bromwich Albion

Gera a West Bromwichban

Az új csapatánál a bemutatkozásra a portugál Boavista FC elleni felkészülési mérkőzésen került sor a másik új igazolással, Nwankwo Kanuval együtt. Tétmérkőzésen 2004. augusztus 14-én, a Blackburn Rovers ellen debütált, ahol Gary Megson vezetőedző 3 perc játéklehetőséget biztosított a számára. A Premier League 2004–2005-ös idényének a 2. fordulójában a városi rivális Aston Villa csapatával mérkőzött meg a WBA, itt Gerzson a 63. percben Bernt Haas cseréjeként lépett a pályára. Gerának mindössze két bajnoki találkozóra volt szüksége ahhoz, hogy bebizonyítsa edzőjének, érdemes vele a kezdőcsapatban is számolni. A Tottenham Hotspur ellen már a kezdő tizenegyebe jelölték, mi több, Gera a 3. percben be is talált Paul Robinson kapujába, végül a Spurs egyenlített, és 1–1-es döntetlennel ért véget a bajnoki. Góljának köszönhetően a Premier League 3. fordulójában tagja volt a Hét válogatottjának. Az újabb jelentős esemény a pályafutásában szeptember 21-én következett be, ugyanis akkor szerepelt először angol ligakupa mérkőzésen. A Colchester United ellen csapatával 2–1-es vereséget szenvedtek, ami a kiesést jelentette, Gera a 64. percig játszott. Az FA-kupában a Preston North End ellen játszott először, a 2–0-s győzelemmel a következő fordulóba jutottak, ám ott a Tottenham elleni 3–1 után búcsúztak a további küzdelmektől. Gera mindkét találkozót végigjátszotta. Az idény végére rendkívül kiélezett harc folyt a West Bromwich, a Crystal Palace, a Norwich City és a Southampton FC között. Az utolsó fordulóban a West Bromnak nyernie kellett, a vetélytársaknak pedig pontot veszíteni, hogy sikerüljön a bentmaradás. A birminghamiek végül 2–0-ra verték a Portsmouth FC-t, miközben a Norwich hat gólt kapott a Fulham FC vendégeként, a Manchester United 2–0-ra győzte le a Szenteket, míg Király Gábor csapata, a Crystal Palace döntetlent ért el a Charlton Athletic ellen. Az angol sajtó a „Great Escape”, azaz a „nagy menekülés” jelzőt használta a történelmi tettre. A szezon során az összes bajnoki mérkőzésen pályára lépett (31-szer kezdő, 7-szer csere volt) – egyike volt annak a 14 játékosnak, aki ezt elmondhatta magáról –, 6 gólt szerzett, mellyel csapata második legeredményesebb játékosa lett a 11 gólos csatár, Robert Earnshaw mögött, sárga lapot négy alkalommal kapott. A soccernet.com internetes szaklap a 2004–2005-ös szezonban beválasztotta a Premier League álomcsapatába.
A nagyszerűen sikerült első szezonja és a csodával határos bentmaradás után a 2005–2006-os idény már nem sikerült ennyire jól. A sorozatos sérülések miatt hátráltatott Gera mindössze 15 mérkőzésen tudott pályára lépni a Premiershipben, melyeken mindössze két találatot szerzett, ami az egy szezon során elért legkevesebb találatát jelenti a pályafutása alatt. Az FA-kupában is csupán egyetlen mérkőzést játszott, akkor a 3. fordulóban a Reading FC ellen egy tizenegyesből gólt is rúgott a 82. percben, amit Kevin Doyle két perccel később egalizált, ugyancsak büntetőből. Az újrajátszás során a WBA a hosszabbítás után 3–2-es vereséget szenvedett, így kiestek a kupából, Gerát nem jelölték a mérkőzésre. A bajnokságban a Sunderland elleni kiesési rangadón az ő góljával egyenlített az Albion a 90. percben (1–1), másik találatát az Everton ellen jegyezte, akkor a vezető gól fűződött a nevéhez, végül 2–2-es döntetlennel ért véget a bajnoki. A „Great Escape” nem ismétlődött meg, a 19. helyen végeztek, így a csapat kiesett a Championshipbe. A nyári átigazolási időszakban a görög AÉK Athén valamint a Premier Ligában szereplő Middlesbrough is élénk érdeklődést mutatott iránta (a Boro már télen is tárgyalt az átigazolásról), végül az egyezség nem született meg.
Az új szezon kezdetén egyértelműen a csapatával való feljutást tűzte ki célul. Az odáig vezető út hosszúnak ígérkezett, mivel a másodosztályban 46 bajnoki találkozót kellett lejátszani. Gerzson a 2. fordulóban rögtön gólt is szerzett a Cardiff City ellen a 4. percben, ami viszont csupán az 1–1-es döntetlen eléréséhez volt elegendő. Következő találatára szeptember 23-áig, a 9. fordulóig kellett várni, akkor a Luton Town volt a szenvedő alany, a végeredmény itt is döntetlen (2–2) lett. A 2006–2007-es idényben további három gólt szerzett, a Crystal Palace, a Queens Park Rangers és a Barnsley kapuját vette be. Ezek után a találatok után mindannyiszor győzelemnek örülhetett, a bajnokság utolsó mérkőzésén a Barnsley ellen valóságos kiütéses, 7–0-s diadalt arattak, ahol ő lőtte a hetedik gólt. Az egyenes ágon való feljutás azonban így sem jött össze, viszont a Football League Championshipben elért negyedik helyezés playoffra (rájátszásra) jogosította fel a birminghami kiscsapatot. Az angol ligakupában két mérkőzést játszott: a 2. fordulóban a Cheltenham Town ellen még továbbjutottak (ekkor a 87. percben cserélték be), azonban a következő fordulóban az Arsenal elleni találkozó már a végállomást jelentette, az Ágyúsok Jérémie Aliadière duplájával kiejtették az Albiont. Az FA-kupába három alkalommal szerepelt, a Wolverhampton Wanderers ellen gólt is szerzett a 4. fordulóban, így 3–0-s idegenbeli győzelemmel jutottak tovább. Az 5. fordulóban a Middlesbrough várt rájuk. Az első mérkőzésen csak csereként jutott szóhoz a 85. percben, és mivel a végeredmény 2–2-vel zárult, így megismételt mérkőzésre került sor. Ott már kezdőként számítottak rá, ismételten döntetlennel ért véget a kupamérkőzés, az 1–1-es eredmény a Boro továbbjutását jelentette. A bajnokság ugyan már befejeződött, viszont a rájátszás még hátra volt a WBA számra, az 5. helyezett Wolverhamptonnal játszottak oda-visszavágós mérkőzést. Az első találkozón 3–2-re nyertek Geráék a Wolves otthonában, majd hazai környezetben 1–0-ra diadalmaskodtak, így 4–2-es összesítésel bejutottak a rájátszás döntőjébe. A másik ágon a Derby County és a Southampton küzdött a döntőbe jutásért, ami végül a Derbynek sikerült (4–4-es összesítést követően a büntetőpárbajban sikerült 4–3-ra nyerni a Kosoknak). A playoff döntőjét a Wembley stadionban rendezték meg, Gerzson a kezdőcsapatban kapott helyet, majd a 71. percben lecserélték. A mérkőzést a Derby County nyerte 1–0-ra, így Geráéknak nem sikerült a feljutás. Érdekesség, hogy Gera a szezonban (beleértve a kupamérkőzéseket is) a Barnsley elleni mérkőzést kivéve csak idegenben szerzett gólt. A bajnokság során Gera 40-szer lépett pályára, valamint a rájátszás mindhárom találkozóján szerepelt, összesen 5 gólt szerzett, 3 FA-kupa mérkőzésén egyszer tudta bevenni az ellenfél kapuját, a ligakupában pedig két találkozó fűződik a nevéhez, gólt nem jegyzett.
| „             | Gera egy személyben játszik Chelsea-t. | ” |
| – John Motson |                                        |   |

A 2007–2008-as idénynek ismételten a feljutást érő valamelyik hely megszerzésének célját tűzték ki. Az 1. fordulóban a Burnley ellen gólpasszt adott, ám így is kikaptak 2–1-re Király Gáboréktól. Gera a Peterborough United elleni 2007. augusztus 28-i angol ligakupa találkozón volt először eredményes a szezonban. Érdekesség, hogy angliai pályafutása alatt ez volt az első gólja a Carling Cupban. Mint az korábban is elmondható volt, Gerzson ebben az idényben is alapembernek tekinthető a WBA-nál. A szezonban mindössze három bajnoki mérkőzésen nem játszott: az Ipswich Town (4–0), a Sheffield United (0–0) és a Blackpool (3–1) ellen. A Championshipben viszonylag későn, a 21. fordulóban szerezte meg idénybeli első találatát a Leicester City ellen. A sorozat rögtön a következő bajnokin folytatódott, a Charlton Athleticnek két gólt fejelt, valamint adott egy gólpasszt. Az esztendő utolsó Football League Championship találkozóján is gólt szerzett, ezúttal a Scunthorpe United elleni 5–0-s győzelemből vette ki a részét egy góllal, így a december hónap kiválóan sikerült számára. A téli átigazolási időszakban ismét akadt kérője a Bolton Wanderers személyében, de a megállapodás ezúttal is elmaradt, így kiderült, hogy Gera kitölti a szerződését az Albionnál, és ha nem köt új kontraktust a West Bromwich Albionnal, akkor a Bosman-szabály értelmében 2008 nyarán szabadon igazolható lesz. Később a Wigan Athletic is megkereste. 2008. január 29-én a Preston ellen hiába egyenlített az 50. percben, végül 2–1-es vereséget szenvedett csapata. Március 1-jén a Plymouth Argylet fogadta a West Brom, ahol Gera a 17. percben állt be, és megszerezte a találkozó vezető gólját, csapata vágül 3–0-ra nyert. A Charlton ellen a 41. fordulóban gólpasszt adott, de ez sem volt elég a győzelemhez, a mérkőzés 1–1-es döntetlennel zárult. A Watford ellen ismét gólpasszal járul hozzá csapata pontszerzéséhez. Szezonbeli hetedik gólját szerezte meg a Wolverhampton Wanderers ellen az 59. percben, mint később kiderült, ez volt a találkozó győztes gólja. A következő fordulóban a Norwich City ellen is gólt szerzett, amivel csapata nagyon közel került a feljutáshoz. Ez a gól volt pályafutása (minden sorozatot figyelembe véve) 25. találata a West Brom színeiben. A Southampton FC ellen hazai pályán elért 1–1-es döntetlennel sikerült bebiztosítani az egyenes ágon való feljutást, az utolsó fordulóban pedig a Queens Park Rangers FC vendégeként 2–0-ra nyert a WBA, így megszerezték a bajnoki címet is. Az Albion nem csak a bajnokságban szerepelt jól, hanem a nagy múltú FA-kupában is jó teljesítményt nyújtottak. A 3. fordulóban a Charlton ellen jutottak tovább az újrajátszást követően (Gerzson mindkétszer kezdő volt). A Charlton elleni újrajátszáson Gera jubilált, mivel századik alkalommal volt a West Bromwich kezdőcsapatának a tagja. Ezután a negyedosztályú Peterborough United idegenbeli 3–0-s legyőzése következett (ezen a mérkőzésen nem szerepelt). Az 5. fordulóban a Coventry City volt az ellenfél, akit szintén idegenben győztek le, fölényes 5–0-s diadallal jutottak tovább. Gera a 78. percben lőtte csapata ötödik találatát a mérkőzésen, ami saját maga első gólja volt az idei sorozatban. A negyeddöntőben a Bristol Rovers ellen március 9-én egy gólpasszal járult hozzá csapata 5–1-es győzelméhez, és ezzel együtt a továbbjutáshoz. Az elődöntőt a Wembley stadionban rendezték meg április 5-én, ahol az első osztályú Portsmoutht kellett volna legyőzni a döntőbe jutásért. Végül ez nem sikerült, a korábbi csapattárs Nwankwo Kanu góljával nyert 1–0-ra a Pompey. Gera az idény során 43 bajnokin játszott, 8 gólt szerzett, az FA-kupában 5 találkozón szerepelt, ahol 1 gólt ért el, a ligakupában egy mérkőzésen egy gólt lőtt. Az idény végén a Guardian magazin az év játékosának választotta a Championshipben, valamint a magazin álomcsapatába is bekerült.

### Fulham

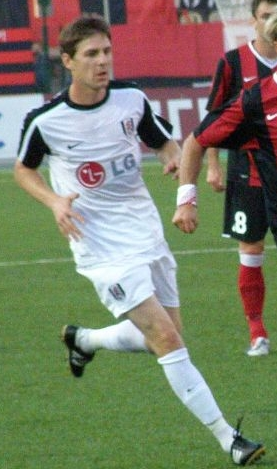
Az Amkar Perm elleni Európa-liga selejtező rájátszásában, 2009. augusztus 27-én

Gera 2008. június 11-én írta alá 3+1 éves szerződését a Fulham FC csapatával.
Májusban, a bajnokság vége felé több hír is felröppent, mi szerint Gera új csapatba igazol. Az Everton FC tűnt az egyik legkomolyabb kérőnek, több hír konkrét tényként közölte a szerződtetést. Később az Aston Villa FC, a Wigan Athletic FC, a Middlesbrough FC, a Portsmouth FC és a Bolton Wanderers FC, majd a Fulham FC is érdeklődést mutatott iránta. Noha az SL Benfica, a Celtic FC és az Olimbiakósz élénken, valamint a Valencia CF, az RCD Mallorca és az SV Werder Bremen is érdeklődött iránta, Gera végül a Fulham FC ajánlatát fogadta el.
Bemutatkozására 2008. július 15-én került sor a harmadosztályú Southend United FC elleni felkészülési mérkőzésen, ahol rögtön a kezdőcsapatban kapott helyet. Csapata következő találkozóján a skót Celtic FC ellen gólpasszal segítette hozzá a Fulhamet a 3–1-es győzelemhez. A Fulham dél-koreai túráján az Ulsan Hyundai Horang-i ellen a 79. percben megszerezte első gólját új klubjában, amivel 2–1-re nyertek. 2008. augusztus 16-án tétmérkőzésen is debütálhatott, a Premier League első fordulójában az újonc Hull City AFC ellen a kezdőcsapat tagjaként szerepelt, a találkozót 2–1-re elveszítették. A bajnokság második fordulójában az Arsenal FC-vel mérkőztek meg, a bajnoki 1–0-s Fulham győzelemmel ért véget, Gera végig a pályán volt. A Carling Cup 2. fordulójában a Leicester City FC ellen ő szerezte meg a vezetést csapatának, végül 3–2-re nyertek a londoniak.
A következő mérkőzésén folytatta jó sorozatát, és a bajnokságban is megszerezte első gólját új csapatában. A kezdetekben a kezdőcsapatban kapott helyet, a mérkőzések vége felé azonban Clint Dempsey volt az állandó cseréje. Korábbi csapata, a West Bromwich Albion elleni idegenbeli bajnokin kezdőként kapott szerepet, ám nem tudott segíteni az 1–0-s vereséget elszenvedő csapatán. A Tottenham elleni november 15-i mérkőzéstől kezdve azonban egyre gyakrabban csak csereként jelölte a mérkőzésekre Roy Hodgson vezetőedző. December 20-án vádlisérülést szenvedett a Middlesbrough ellen 3–0-ra megnyert mérkőzésen. A sérülés okán hetekre harcképtelenné vált, visszatérésére a West Ham United elleni vesztes mérkőzésen került sor január 18-án. A sérülést követően az ugyancsak a West Ham elleni tartalékbajnoki mérkőzésen is játéklehetőséget kapott – hogy mihamarabb visszanyerje formáját –, melyen gólt is szerzett. A kupamérkőzéseken rendre a kezdők között lépett pályára. 2009. március 7-én hazai pályán a negyeddöntőben a Manchester United ellen az FA-kupából is kiesett csapatával. A hátralévő bajnoki mérkőzéseken a szezon végére ismét visszaküzdötte magát a kezdőcsapat tagjai közé. Emlékezetes diadalt arattak a Manchester United ellen otthon, amikor 2–0-ra győzték le ellenfelüket, így sikeresen visszavágtak a kupában elszenvedett 4–0-s vereségért. A győzelmet Gera biztosította be a 87. percben lőtt szépségdíjas góljával. A találatot saját bevallása szerint karrierje három legszebb találata közé sorolta. Az UEFA hivatalos honlapján a hét góljának választotta a találatot. A szezon végén a Fulham hivatalos honlapján kiírt szavazáson a szurkolók az idény második legszebb találatának választották meg a Manchester United elleni gólját.
Az idény végén a Fulham története legjobb helyezését érte el a legmagasabb osztályban. A hetedik pozíció egyben azt is jelentette, hogy az új nemzetközi kupasorozatként induló Európa-liga 2009–2010-es kiírásának 3. selejtezőfordulójába szereztek indulási jogot. Gera 32 bajnoki mérkőzésen játszott a szezonban, két gólt szerzett. A kupában négy találkozón nem volt eredményes, míg a ligakupában két találkozón egyszer talált be.
A 2009–2010-es szezonra egy ausztráliai túrával készült fel a Fulham. Az utazó keretnek Gera is tagja volt. Három edzőmérkőzéssel hangolódtak az idényre. Sorrendben a Gold Coast United, a Melbourne Victory, végül a Perth Glory ellen játszottak. Július 8-án a Gold Coast ellen kezdőként kapott szerepet, a mérkőzésen sokáig vezettek, végül 2–1-es vereséget szenvedtek. Három nappal később a Melbourne Victory vendégeként már sima, 3–0-s diadalt arattak, Gerát a 74. percben cserélték le. A túra zárásaként július 15-én a Perth Gloryra 5–0-s, kiütéses vereséget mértek, Gera a találkozón ismét a kezdőcsapatban játszott.
Az idény első tétmérkőzése a litván FK Vėtra elleni Európa-liga találkozó volt a sorozat 3. selejtezőkörében. Gera az oda- és visszavágón is a kezdők között kapott helyet, a második mérkőzésen a 78. percben lecserélték, helyére a norvég Bjørn Helge Riise (John Arne Riise öccse) állt be. Érdekesség, hogy a visszavágón magyar játékvezető, Vad II. István működött közre a találkozón. A Fulham 6–0-s összesítéssel (mindkétszer 3–0-s győzelmet arattak) jutott be a rájátszásba, ahol már a főtáblára való kerülésért játszottak a csapatok. A sorsoláskor egy másik magyar légiós csapatával, a Gaál Miklóssal felálló Amkar Permmel került össze a Fulham.
A bajnokság nyitófordulójában 88 percet töltött a pályán a Portsmouth ellen, melyet 1–0 arányban nyertek meg. Ezt ismét egy nemzetközi kupamérkőzés követett, az orosz Amkar ellen hazai pályán 3–1-re nyertek, ahol a 75. percig pályán volt. A visszavágón ugyan 1–0-s vereséget szenvedtek (amit végigjátszott) Oroszországban, mégis 3–2-es összesítéssel továbbjutottak a csoportkörbe. A kvartettet a londoniakon kívül az olasz AS Roma, a svájci FC Basel és a bolgár CSZKA Szofija alkotta.
Az E csoportban a CSZKA Szofija vendégeként játszották az első mérkőzésüket, amely 1–1-es döntetlennel ért véget. A Baselt hazai pályán 1–0 arányban győzték le, a Roma ellen a Craven Cottageon a 93. percben egyenlített ki ellenük az olasz csapat. A római visszavágón noha megszerezték a vezetést, végül mégis vereséget szenvedtek. A CSZKA Szofija elleni hazai mérkőzésen Gera találatával arattak 1–0-s diadalt. Az utolsó csoportmérkőzésen a Fulham továbbjutásról döntő mérkőzést játszott az FC Basel otthonában. A londoniak csak győzelem estén juthattak be a legjobb 32 csapat közé. Gerzson ezen a találkozón is gólt tudott szerezni, csapata harmadik találatát jegyezte, így csoportmásodikként a Fulham jutott tovább az egyenes kieséses szakaszba. Gera a Basel elleni hazai találkozó kivételével (ahol nevezték, ám becserélésére nem került sor) az összes csoportmérkőzést végigjátszotta.
A ligakupában a 3. fordulóban kapcsolódott be a Fulham a sorozatba, ahol egyből összekerült a megerősödött Manchester Cityvel. Az idegenben játszott találkozón Gera megszerezte a vezetést csapatának, ám a hosszabbítással végződő mérkőzésen végül fordított a Manchester City. A West Ham ellen a bajnokságban is megszerezte az első találatát a 2009–2010-es szezonban. Október 31-én a Liverpoolt hazai környezetben 3–1-re győzték le, a diadalhoz Gera gólpasszal járult hozzá. 2009. december 19-én az előző idényben aratott sikert követően ismételten legyőzték a Manchester Unitedet. A hazai pályán elért 3–0-s siker alkalmával Gera végigjátszotta a bajnokit, és innentől kezdve állandó tagjává vált a kezdőcsapatnak. Mindezt elősegítette az európai kupaporondon mutatott teljesítménye is. Eredetileg Roy Hodgson vezetőedző a kupamérkőzéseken szánt neki nagyobb szerepet, ám Gerzson végül kiharcolta a kezdőcsapatba kerülést a bajnokságban is. A bajnokságban eredményes tudott lenni a Chelsea ellen is, ám vezető gólja ellenére nem szereztek pontot a kékek otthonában. A Birmingham City ellen 2–1-re megnyert találkozón gólpasszal járult hozzá a győzelemhez.
Az FA-kupában csapata összes mérkőzésén pályára lépett: a Swindon Town ellen csereként, az Accrington Stanley ellen már kezdőként, ahol gólt szerzett és gólpasszt adott. A Tottenham ellen újrajátszásra kényszerültek a hazai pályán elért 0–0-s döntetlen után, ám a White Hart Laneen vezetésük ellenére 3–1-re kikaptak, így búcsúztak a további küzdelmektől.
Az Európa-ligában a legjobb 16 közé jutásért rendezett mérkőzéseken a címvédő ukrán Sahtar Doneckkel kerültek szembe. Az első mérkőzésen Gera remeklésével 2–1-re nyertek, Gerzson előbb gólt lőtt, majd gólpasszt adott, nagyban hozzájárulva a sikerhez. A visszavágón elért 1–1-es döntetlen a Fulham továbbjutását eredményezte. A nyolcaddöntőben ismét nehéz párosítást kapott londoni csapat. Az olasz Juventus ellen kellett kiharcolni a negyeddöntőbe kerülést. Az idegenbeli 3–1-es vereség után úgy tűnt, a párharc kimenetele eldőlt, ám a visszavágón 4–1-re ütötték ki Geráék a torinói csapatot. Gera újfent remek teljesítményt mutatott, kétszer is gólt szerzett a Juventus ellen.
A negyeddöntőben a német bajnok VfL Wolfsburggal sorsolták össze a Fulhamet. Az első mérkőzésen Gera gólpasszal járult hozzá a 2–1-es győzelemhez. A visszavágón ismét Gera gólpasszával szerezték meg a vezetést a londoniak már az 1. percben, az eredmény nem is változott a találkozó végéig, így kettős győzelemmel, 3–1-es összesítéssel jutott be a legjobb négy közé a Fulham.
Az elődöntőben újabb német csapat ellen játszottak, ezúttal a Hamburg volt a soros ellenfél. A HSH Nordbank Arenában gól nélküli döntetlen született, az angliai visszavágó a hazai csapat 2–1-es sikerét hozta, a Fulham második találatát a magyar játékos szerezte. Gera mindkét találkozót végigjátszotta. A Fulham ezzel története legnagyobb sikerét érte el, első ízben játszhatott európai kupadöntőt. A továbbjutással az is eldőlt, hogy 25 év után ismét lesz magyar játékos, aki európai kupadöntőben szerepel. Az ünneplés közben Gera a „Szevasztok, magyarok!” felkiáltással üdvözölte a honfitársakat a kamerán keresztül. Az angol sajtó másnap a magyar játékos dicséretétől volt hangos.
A fináléban a spanyol Atlético Madrid várt az angolokra. Gera a kezdőcsapatban kapott helyet. A rendes játékidő letelte után 1–1-es döntetlenre állt az eredmény, így hosszabbítás következett, amely a madridiak 2–1-es győzelmével fejeződött be.
A bajnokságban további hét mérkőzésen kapott szerepet. A szezonban összesen 27 bajnoki mérkőzést játszott, melyeken 2 gólt szerzett. Az FA-kupában 4 találkozón szerepelt 1 gólt elérve, míg a ligakupában 1 alkalommal lépett pályára, egyszer volt eredményes. Az Európa-ligában 16 mérkőzés alatt hatszor volt eredményes. A Daily Mail listáján a 33. helyen rangsorolták a 2009–2010-es szezonban nyújtott teljesítménye alapján, ahol olyan sztárokat előzött meg, mint John Terry (Chelsea), Steven Gerrard (Liverpool), Antonio Valencia (Manchester United) vagy éppen Luka Modrić (Tottenham Hotspur). A Fulham szurkolói az év második legszebb találatának választották a Manchester City ellen szerzett gólját, míg az idény legjobbjának Gerzsont szavazták meg.
Az előző idényben nyújtott nagyszerű teljesítménye után az átigazolási szezonban sorra röppentek fel a hírek a lehetséges kérőkkel kapcsolatban. Hírbe hozták az olasz AS Roma, a török Fenerbahçe SK, az angol Liverpool és Sunderland csapatával, valamint a német Werder Bremennel is , ám a klubváltás elmaradt, és a londoni csapatnál kezdte meg a felkészülést a 2010–2011-es szezonra.
A Fulham hat barátságos mérkőzést játszott az idény előtt. Július 14-én kezdték meg a felkészülést, a harmadosztályú Brentford FC ellen 5–0-s győzelmet arattak, Gera a félidőben állt be csereként, és két gólpasszal segítette csapatát. Három nappal később az ugyancsak harmadik ligás Bournemouth vendégeként értek el 1–1-es döntetlent Gerzsonal a kezdőcsapatban. Ezt egy svédországi túra követett, amely során július 22-én előbb a Halmstad, majd július 27-én a Malmö ellen léptek pályára. A Halmstad ellen 2–2-es végeredmény született, a Fulham góljait Gera szerezte, míg a másik találkozó gól nélküli döntetlent hozott. Július utolsó napján az előző szezonban kiesett Portsmouth otthonába látogattak, s szenvedtek 1–0-s vereséget. Az utolsó felkészülési mérkőzésüket hazai pályán játszották a német Werder Bremen ellen. Noha a brémaiak már a 10. percben megszerezték a vezetést Claudio Pizarro révén, a Fulham mégis megfordította a mérkőzést, és 5–1-es győzelmet aratott. Ebből a magyar játékos is aktívan kivette a részét, csereként állt be a 61. percben, és három minutummal később már eredményes is volt, bő 10 perc alatt mesterhármast ért el, illetve egy gólpasszt is adott. Mint később kiderült, mindezt törött kislábujjal tette.
Az augusztus 14-i bajnoki rajton a kezdőcsapatban kapott helyet a Bolton ellen, végül 73 percet töltött a pályán a gól nélküli találkozón. A 2. fordulóban a Manchester United ellen csupán a 90. percben állt be a csapatba a 2–2-es döntetlent hozó mérkőzésen. A ligakupában viszont már kezdőként számított rá a csapat új menedzsere, a walesi Mark Hughes. Gera meghálálta a bizalmat, és a negyedosztályú Port Vale felett aratott 6–0-s sikerből két góllal és három gólpasszal vette ki a részét.
A szezonban végig mellőzött szerepet kapott, amit sokan nem értettek, hiszen az előző szezonban még vezér egyénisége volt a Fulham csapatának. A kevés szerep miatt, nem hosszabbította meg év végén lejáró szerződését.

### Újra Birminghamben
Gerának 2011 nyarán lejárt a szerződése a Fulhammel, így szabadon igazolhatóvá vált. Azonnal jó néhány klub megkereste, de a legesélyesebbnek egykori klubja, a birminghami székhelyű West Bromwich Albion ígérkezett, egyrészt azért, mert itt korábbi időszakában a közönség kedvence volt, másrészt épp az a Roy Hodgson volt a menedzser a West Bromnál, akinek az irányítása alatt Gera a legjobbját tudta nyújtani. Az egyetlen akadály Gera bokasérülése volt, ami miatt nem felelt meg a magyar középpályás az első orvosi vizsgálatokon. A birminghami klub viszont magára vállalta Gera kezeltetését, majd amikor Zoli a második orvosi vizsgálaton már átment, szerződtették őt. Bár Gera általában a 11-es mezszámot viseli, ez foglalt volt, hiszen a csapatkapitány Chris Brunt viselte, így Zolinak a 22-es mezszámot adták. Az új szezon első fordulójairól és a magyar válogatott svédek elleni, kulcsfontosságú Eb-selejtezőjéről viszont még lemaradt sérülése miatt. Egészen novemberig váratott magára visszatérése, első meccsét régi-új klubjában az Arsenal ellen játszotta, de kikaptak 3-0-ra. Gera 62 percet kapott. 2011. november 26-án súlyos térdsérülést szenvedett. 2012. augusztus 18-án a WBA a Liverpoollal mérkőzött a Premier League első fordulójában. Gera kezdőként kapott helyet, ezt egy hatalmas bombagóllal hálálta meg. 2012. október 6-án Geráék a QPR ellen játszottak, ahol ismét gólt szerzett.
December elején a helyi Sandwell kórházban kezelt gyermekeket látogatta meg a birminghami West Bromwich Albion játékosai, köztük Gera Zoltán. A Premier League-gárda futballistái (és a klub két kabalája, BaggieBird and Albi) természetesen ajándékokat is vittek magukkal. Ha már azzal mosolyt tudunk csalni az arcukra, hogy ajándékokat adunk nekik, akkor már jó, hogy eljöttünk" – mondta Gera Zoltán. 2013. május 29-én Filipovics Vladan elmondta, hogy a West Bromwich Albion vezetői nem éltek az opciós jogukkal, így Gera 2013 nyarán ingyen távozhat Birminghamből. Hosszas tárgyalások után a dolog fordulatot vett és végül mégis maradt az angol város csapatánál Zoli. 2013. augusztus 14-én bejelentették, hogy 1 évvel mégis meghosszabbítják Gera szerződését.

### Visszatérés Magyarországra
Gera a szerződése lejárta után korábbi csapatához, a Ferencvároshoz szerződött, tehát tíz év után visszatért Magyarországra. 2014. július 9-én írt alá régi-új klubjához. A Ferencváros új stadionjában ő lőtte az avatón az első gólt a Chelsea ellen vereséggel záródó találkozón. Bajnoki meccsen először a Nyíregyháza ellen talált be, a csapata második gólját rúgta és 3:1 nyert a Fradi, egyébként ez volt az első bajnoki a Groupamában. Első évében Magyar Kupát, Ligakupát és Szuperkupát nyert és ezüstérmes lett az NBI-ben. Kulcsszerepe volt abban, hogy ilyen sikeres legyen ebben az idényben a Fradival. Az idény során az NB1-ben 25-ször kezdett és 1-szer volt csere és három gólt szerzett. A 2015-16-os idényre való Európa Liga selejtező első fordulójában, a Go Ahead Eagles holland gárda ellen is szerepelt Gera, az odavágon a gólja döntetlent ért, itthon, a Groupamában, pedig ő lőtte a mérkőzés első gólját, ami 4-1-gyel zárult Gera Zoltán vezérlésével. A szezon végén újabb egy évvel meghosszabbította a szerződését. Szezon végén megválasztották a 2014-15-ös NB1 idény legjobb játékosának. A 2015-16-os idényben első NBI-es gólját az MTK elleni örökrangadón szerezte méghozzá, úgy, elugorva a talajtól a lendítő lábával átvette a labdát is miután lepattant a talajra a kapus kezei fölött a kapuba rúgta. Majd márciusban tizenegyesből vezetést szerzett a DVTK ellen, de 2-2 lett a meccs végeredménye. A Ferencváros-Újpest FC kupadöntőt az ő fejesgólja döntötte el a 79. percben. (1-0)
2017. április 22-én a labdarúgó NB I. 28. fordulójában a Ferencváros 3–2-re győzött a Gyirmót FC ellen. A mérkőzés napján 38. születésnapját ünneplő Gera Zoltán klasszikus mesterhármast ért el.
2017. május 31-én egy éves szerződés hosszabbítást írt alá a Ferencvárossal.
Július 30-án súlyos hajlítóizom sérülést szenvedett a Mezőkövesdi SE elleni bajnokin, így újabb műtét és több hónapos rehabilitáció várt rá.
Hosszas rehabilitációt követően a 2017-18-as idény utolsó fordulójában csereként pályára tudott lépni a Balmazújváros ellen. Mint később kiderült, ez volt utolsó mérkőzése a Ferencváros színeiben, mivel 2018. június 28-án bejelentette visszavonulását.

### A válogatottban

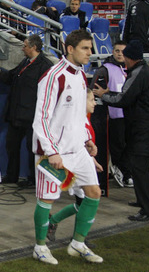
Gera a válogatottban

Gera 2002-ben, Gellei Imre szövetségi kapitánysága idején kapott először meghívót a válogatottba. Február 13-án mutatkozott be a nemzeti csapatban a Cipruson rendezett felkészülési tornán a Svájc elleni találkozón. A debütálás nem sikerült fényesre, mivel a magyarok 2–1-es vereséget szenvedtek. Abban az évben még további 7 válogatott-mérkőzésen játszott. Első válogatott góljára azonban még viszonylag hosszú ideig kellett várnia. Az október 16-án rendezett Európa-bajnoki-selejtező meghozta számára a várva-várt eseményt: San Marino ellen rögtön mesterhármast szerzett, melyek közül az egyiket az Eurosport a selejtezőkör legszebb találatának választott meg. 2002-ben még további egy mérkőzésen lépett pályára, összesen pedig 8 fellépésen háromszor tudott eredményes lenni.
A 2003-as esztendőben, noha a válogatott már február 12-én elkezdte a felkészülést, Gerzson csak az április 30-i barátságos mérkőzésen vett részt először. Ott azonban Luxemburg ellen rögtön góllal nyitott, majd a következő, Lettországgal lejátszott Eb-selejtezőn is az ellenfél kapujába talált. Az év során 6 mérkőzést játszott és 2 gólt jegyzett.
Az igazi áttörést a következő év hozta meg. Páratlanul hosszúnak minősülő sorozatot produkált a nemzeti csapat színeiben 2004-ben, ami már 2003 végén kezdetét vette: 17 egymást követő válogatott találkozón lépett pályára (2003-ban 4, míg 2004-ben 13), abban az évben csupán az utolsó két megmérettetésen nem vett részt (Szlovákia és Észtország ellen nem szerepelt). Február 19-én a lettek ellen először volt a válogatott csapatkapitánya. Az esztendő folyamán két alkalommal szerzett gólt.
| „                 | Zoltán ösztönös tehetség, a jelenlegi magyar labdarúgás legnagyobb kincse. Olyat tud a labdával, amit nem lehet megtanulni. | ” |
| – Lothar Matthäus | |   |

A 2005-ös év már nem sikerült ennyire jól, a magyarok 13 mérkőzéséből mindössze hatszor tudott pályára lépni, de a teljesítményét dicséri, hogy ennek ellenére is kettő találattal gyarapította góljai számát (Izland ellen duplázott).
2006-ban ismét kulcsember tudott lenni, mivel 8-ból 7 mérkőzésen a csapat tagja volt. Találatait tekintve 3-szor vette be az ellenfelek kapuját. Három egymást követő mérkőzésen lőtt gólt, sorrendben Ausztria, Norvégia és Bosznia-Hercegovina ellen ünnepelhetett találatát követően. Az új szövetségi kapitány, Várhidi Péter első mérkőzésekor Kanada ellen nem játszott, mivel klubcsapata, a West Bromwich közös megegyezéssel nem engedte el az újjászervezett nemzeti csapat találkozójára.
2007-ben 10-szer volt ott a csapatban, ezt három találattal hálálta meg, gólt szerzett többek között a világbajnok olaszok elleni bravúros 3–1-es győzelem alkalmával is, ami a válogatott az évi legnagyobb sikerének számított. A Törökország elleni 2008-as labdarúgó-Európa-bajnoki selejtezőn a mérkőzés játékvezetője, Stuart Dougal kiállította műesés miatt (holott büntetőt kellett volna ítélni). Az eset nagy port kavart, az UEFA francia elnöke, Michel Platini is elismerte a téves ítéletet, így törölték a piros lap után járó automatikus egy találkozóra szóló eltiltást.
2008-ban hét válogatott találkozón szerepelt, az év első és utolsó mérkőzésén volt eredményes.
A 2009-es évben hat alkalommal kapott játéklehetőséget a nemzeti csapatban. A Dánia elleni, utolsó világbajnoki-selejtező előtt összetűzésbe került Erwin Koeman szövetségi kapitánnyal, mivel sem a kezdőcsapatba, sem a kispadra nem jelölte. Ezt követően kikerült a keretből. Az esetről így nyilatkozott a blogjában: „Döntésem nem csak mára szól, elbúcsúztam a válogatottól.” A kapitány a Nemzeti Sportnak adott interjújában kijelentette, hogy „Gera számára nincs visszaút.” Később Koeman változtatott álláspontján, a 2010. március 3-i Oroszország elleni barátságos meccs előtti sajtótájékoztatón azt mondta, hogy „Én mindenre nyitott vagyok, de Gera Zoltánnak kell megkeresnie engem, mivel ő hagyta el a válogatottat." Gera végül már nem szerepelt Erwin Koeman csapatában, akivel az MLSZ július 23-án szerződést bontott. Utódja, Egervári Sándor Londonba utazott, hogy beszéljen Gerával. A találkozó után a játékos kijelentette, hogy ha kap meghívót, szívesen csatlakozik a csapathoz. Az augusztus 11-i, Anglia elleni meccsre kapott is meghívót. A finnek elleni mérkőzés után úgy tűnt, hogy játszhat a Litvánia ellen megrendezett évzáró meccsen Székesfehérváron, de megsérült egy edzésen, és a sérülése olyan komolynak bizonyult, hogy végül nem léphetett pályára. A 2-0-ra megnyert mérkőzésen Czvitkovics Péter helyettesítette. A 2011. március 29-i, Amszterdamban megrendezett, Hollandia elleni Eb-selejtezőn két gólt is szerzett, és a mérkőzés egyik legjobbja volt.
Sorozatos sérülései miatt 2012. és 2014. között szóba se kerülhetett a neve a válogatottnál, de miután 2014 nyarán visszatért a Ferencvároshoz, Pintér Attila behívta az északírek elleni Eb-selejtezőre, de a meccs előtti nyilatkozata szerint, Gera már nem képes végigjátszani egy mérkőzést, de egy félidőre még jó lehet. Nem állt be, vereség is lett a meccs vége. A meccs után elküldték Pintért, a helyére három Eb-selejtezőre és egy barátságos meccsre Dárdai Pált nevezték ki, aki Gerára kezdőként számított Bukarestben, végig is játszotta a mérkőzést, sőt a csapat egyik legjobbja volt, dacára annak, hogy tőle szokatlan védekező poszton számolt vele a kapitány. A feröeriek ellen is végig játszott, novemberben pedig a 86. percben fejelt győztes gólt Lovrencsics Gergő beadásából a finnek ellen. Majd pályára lépett Görögország, Finnország, Észak-Írország, Feröer majd ismét Görögország ellen. A válogatott harmadik helyet érte el a csoportjában ami pótselejtezőt ért. A válogatott Norvégiát kapta ellenfélnek. Az első meccsen 1:0-ra nyert a válogatott, ahol a kezdőben Gera is helyet kapott, de a hazai pályán 2:1 arányban megnyert meccsen nem léphetett pályára sárga lapos eltiltás miatt. Az Eb-re való felkészülési meccsek mindegyikén pályára lépett. Az osztrákok elleni első csoport meccsen végig a pályán volt, és 2:0-ra győztek Ausztria ellen, majd Izland ellen is játszott. Szenzációs góllal szerezte meg a vezetést a magyar válogatottnak a Portugália elleni csoportmérkőzésen. A portugáloknak lőtt gólját az EB legszebb góljának választották. A rutinos középpályás elit társaság tagja lett: a magyar nemzeti csapat történetében tizenhatodikként érte el a huszonöt gólos határt. Gera Fazekas Lászlót és Avar Istvánt hagyta maga mögött az örök-góllövőlistán. A középpályás találatával rekorder is lett: 37. életévét betöltött játékos még sohasem szerzett gólt a válogatottban, az eddigi csúcstartó Bozsik József volt, ráadásul Ivica Vastić után az Eb-k történetének második legidősebb gólszerzője lett. Kezdő volt Belgium elleni nyolcaddöntőn és egy félidőt kapott, ezzel megelőzte Fazekas Lászlót a válogatott örök ranglistán. Később a portugálok elleni gólját megválasztották a torna legszebb találatának is.
Összesen 97 találkozót játszott a nemzeti csapatban és 26 gólt szerzett. Hivatalos búcsúztatása 2019. november 15-én, az új Puskás Aréna átadóünnepségén, a Magyarország-Uruguay találkozót megelőzően volt.
| „             | Annyit gyorsan hadd mondjak el, hogy mindenekelőtt Jézus Krisztusnak köszönhetem, hogy itt vagyok – ez az első dolog. Amit elértem mindent neki köszönhetek! És természetesen családomnak; szüleimnek; csapattársaimnak, akik itt játszanak, akik ezelőtt, sok évvel ezelőtt együtt játszhattam velük; edzőimnek, akik segítettek ebbe a pályafutásba; és utoljára hagytam benneteket: szurkolókat. Köszönök mindent nektek! | ” |
| – Gera Zoltán | |   |

## Edzőként
Visszavonulását követően a magyar válogatott edzői stábjában kapott feladatot, 2019 nyarától a U21-es magyar válogatott szövetségi edzője. Megbízatása miatt távozott a Ferencváros szakmai stábjából. Ő irányította a korosztályos válogatottat a részben hazai rendezésű 2021-es U21-es Európa-bajnokságon.
2020 novemberében két mérkőzésen ő helyettesítette a koronavírusos Marco Rossit a felnőtt válogatott kispadján. A 2021 júniusában rendezett Európa-bajnokság idejére másodedzőként csatlakozott az olasz edző stábjához.
2024. február 26-án a Vasas bejelentette, hogy Gerát nevezték ki a klub vezetőedzőjévé. Miután nem sikerült a Vasast visszajuttatnia az élvonalba, és a 2024-2025-ös szezont is gyengén kezdte, 2024. augusztus 21-én menesztették a posztjáról. Irányításával a Vasas 18 mérkőzésen 10 győzelem mellett 4 döntetlent ért el, és 4 vereséget szenvedett.
2024. október 16-án az élvonalbeli Kecskeméti TE vezetőedzője lett.

## Magánélete
Gerának 3 testvére van.
2004. június 19. óta házas, felesége Tímea. 2008. március 15-én egy birminghami klinikán megszületett első gyermekük, akinek a Hanna nevet adták. A kislány 2,7 kilogrammos súllyal született. A gyermekáldás miatt kihagyta a válogatott március 26-i, Szlovénia elleni barátságos mérkőzését, mivel nem akarta magára hagyni feleségét és kislányát. 2011-ben megszületett második gyermekük Jonatán 49 centivel és 2,9 kilóval. 2020-ben megszületett harmadik gyermekük.

## Érdekességek
- Gera 17 évesen játszott először felnőtt csapatban.[268]
- A Fradiban 12-es volt az első meze, majd a 30-asban játszott évekig, jelenleg a 20-as az övé. A WBA-ban és a Fulham-ben 11-es dresszben játszott, a magyar labdarúgó-válogatottban pedig a 10-es az ő szerelése.[268]
- Kedvenc sportolója Ronaldinho, míg a kedvenc labdarúgója Ronaldo, a kedvenc labdarúgó-csapata pedig az FC Barcelona.[275]
- Az első Premier League szezonjában 2845 percet játszott a West Bromban.[268]
- 2006-ban a Pepsi televíziós hirdetés magyar változatában Thierry Henryval, David Beckhammel, Roberto Carlosszal, Ronaldinhóval és Raúllal együtt szerepelt, ami a 2006-os labdarúgó-világbajnokságot népszerűsítette.
- Egyedi gólöröme volt: a gólszerzés után kézen átfordulásból egy szaltót mutatott be.

## Sikerei, díjai

### Klubcsapatokkal
Ferencváros
- Magyar bajnokság: 
  - bajnok (3): 2001, 2004, 2016
  - ezüstérmes (4): 2002, 2003, 2015, 2018
- Magyar kupa: 
  - győztes (5): 2003, 2004, 2015, 2016, 2017
- Magyar szuperkupa: 
  - győztes (3): 2004, 2015, 2016
  - döntős (1): 2003
- Magyar ligakupa: 
  - győztes (1): 2015

 West Bromwich Albion
- Angol másodosztályú (Championship):
  - bajnok (1): 2008

 Fulham
- Európa-liga:
  - döntős (1): 2010

### Válogatottal
Magyarország
- Európa-bajnokság
  - nyolcaddöntő : 2016

### Egyéni
- Az év labdarúgója Magyarországon: 2002, 2004, 2005
- Az év magyar góljának szerzője: 2011[276]
- Az év NB I-es játékosa: 2016
- Európa-bajnokság-legszebb góljának szerzője: 2016 (Portugália ellen)
- Az év legszebb góljának szerzője az M4 Sport – Az Év Sportolója Gála szavazásán: 2016 (Portugália ellen)[277]
- Ferencváros díszpolgára (2018)[278]

## Pályafutása statisztikái

### Klubcsapatokban
| Klub                 | Szezon               | League               | League | League | Nemzeti kupa | Nemzeti kupa | Ligakupa | Ligakupa | Nemzetközi kupa | Nemzetközi kupa | Egyéb | Egyéb | Összesen | Összesen |
| Klub                 | Szezon               | Bajnokság            | Mérk.  | Gólok  | Mérk.        | Gólok        | Mérk.    | Gólok    | Mérk.           | Gólok           | Mérk. | Gólok | Mérk.    | Gólok    |
| -------------------- | -------------------- | -------------------- | ------ | ------ | ------------ | ------------ | -------- | -------- | --------------- | --------------- | ----- | ----- | -------- | -------- |
| Pécsi MFC            | 1997–98              | NB II                | 25     | 2      | 0            | 0            | —        | —        | —               | —               | —     | —     | 25       | 2        |
| Pécsi MFC            | 1998–99              | NB II                | 31     | 8      | 0            | 0            | —        | —        | —               | —               | —     | —     | 31       | 8        |
| Pécsi MFC            | 1999–00              | NB I                 | 15     | 4      | 0            | 0            | —        | —        | —               | —               | —     | —     | 15       | 4        |
| Pécsi MFC            | Összesen             | Összesen             | 71     | 14     | 0            | 0            | —        | —        | —               | —               | —     | —     | 71       | 14       |
| Ferencváros          | 2000–01              | NB I                 | 32     | 7      | 3            | 0            | —        | —        | —               | —               | —     | —     | 35       | 7        |
| Ferencváros          | 2001–02              | NB I                 | 27     | 8      | 0            | 0            | —        | —        | 2               | 0               | —     | —     | 29       | 8        |
| Ferencváros          | 2002–03              | NB I                 | 26     | 6      | 3            | 0            | —        | —        | 6               | 1               | —     | —     | 35       | 7        |
| Ferencváros          | 2003–04              | NB I                 | 30     | 11     | 4            | 5            | —        | —        | 3               | 1               | —     | —     | 37       | 17       |
| Ferencváros          | 2004–05              | —                    | —      | —      | —            | —            | —        | 1        | 0               | —               | —     | 1     | 0        |          |
| West Bromwich Albion | 2004–05              | Premier League       | 38     | 6      | 3            | 0            | 1        | 0        | —               | —               | —     | —     | 42       | 6        |
| West Bromwich Albion | 2005–06              | Premier League       | 15     | 2      | 1            | 1            | 0        | 0        | —               | —               | —     | —     | 16       | 3        |
| West Bromwich Albion | 2006–07              | Championship         | 43     | 5      | 3            | 1            | 2        | 0        | —               | —               | 3     | 0     | 48       | 6        |
| West Bromwich Albion | 2007–08              | Championship         | 43     | 8      | 5            | 1            | 1        | 1        | —               | —               | —     | —     | 49       | 10       |
| Fulham               | 2008–09              | Premier League       | 32     | 2      | 4            | 0            | 2        | 1        | —               | —               | —     | —     | 38       | 3        |
| Fulham               | 2009–10              | Premier League       | 27     | 2      | 4            | 1            | 1        | 1        | 18              | 6               | —     | —     | 50       | 10       |
| Fulham               | 2010–11              | Premier League       | 27     | 1      | 3            | 1            | 2        | 2        | —               | —               | —     | —     | 32       | 4        |
| Fulham               | Fulham összesen      | Fulham összesen      | 86     | 5      | 11           | 2            | 5        | 4        | 18              | 6               | —     | —     | 120      | 17       |
| West Bromwich Albion | 2011–12              | Premier League       | 3      | 0      | 0            | 0            | 0        | 0        | —               | —               | —     | —     | 3        | 0        |
| West Bromwich Albion | 2012–13              | Premier League       | 16     | 4      | 1            | 0            | 1        | 0        | —               | —               | —     | —     | 18       | 4        |
| West Bromwich Albion | 2013–14              | Premier League       | 14     | 0      | 1            | 0            | 0        | 0        | —               | —               | —     | —     | 15       | 0        |
| West Bromwich Albion | West Brom összesen   | West Brom összesen   | 169    | 25     | 14           | 3            | 5        | 1        | —               | —               | 3     | 0     | 191      | 29       |
| Ferencváros          | 2014–15              | NB I                 | 26     | 3      | 3            | 0            | 0        | 0        | 1               | 0               | —     | —     | 30       | 3        |
| Ferencváros          | 2015–16              | NB I                 | 30     | 4      | 5            | 3            | 0        | 0        | 4               | 2               | —     | —     | 39       | 9        |
| Ferencváros          | 2016–17              | NB I                 | 29     | 8      | 6            | 1            | 0        | 0        | 2               | 1               | —     | —     | 35       | 10       |
| Ferencváros          | 2017–18              | NB I                 | 4      | 0      | 0            | 0            | 0        | 0        | 4               | 0               | —     | —     | 8        | 0        |
| Ferencváros          | Ferencváros összesen | Ferencváros összesen | 202    | 47     | 21           | 12           | 0        | 0        | 23              | 5               | —     | —     | 247      | 61       |
| Teljes karrier       | Teljes karrier       | Teljes karrier       | 528    | 91     | 49           | 14           | 10       | 5        | 41              | 11              | 3     | 0     | 631      | 121      |

1. ↑  Pályára lépései a Football League Championship rájátszásában.
2. ↑  Pályára lépései az Európa-ligában.

### A válogatottban
| Magyarország | Magyarország | Magyarország |
| Év           | Mérk.        | Gólok        |
| ------------ | ------------ | ------------ |
| 2002         | 8            | 3            |
| 2003         | 6            | 2            |
| 2004         | 13           | 2            |
| 2005         | 6            | 2            |
| 2006         | 7            | 3            |
| 2007         | 10           | 3            |
| 2008         | 7            | 2            |
| 2009         | 6            | 1            |
| 2010         | 5            | 1            |
| 2011         | 5            | 2            |
| 2012         | 4            | 2            |
| 2013         | –            | –            |
| 2014         | 3            | 1            |
| 2015         | 6            | 0            |
| 2016         | 10           | 2            |
| 2017         | 1            | 0            |
| Összesen     | 97           | 26           |

### Mérkőzései a válogatottban
| Magyarország | Magyarország         | Magyarország                              | Magyarország        | Magyarország | Magyarország        | Magyarország    | Magyarország | Magyarország                      |
| #            | Dátum                | Helyszín                                  | Hazai               | Eredmény     | Vendég              | Kiírás          | Gólok        | Esemény                           |
| ------------ | -------------------- | ----------------------------------------- | ------------------- | ------------ | ------------------- | --------------- | ------------ | --------------------------------- |
| 1.           | 2002. február 13.    | Limassol (CYP)                            | Magyarország        | 1 – 2        | Svájc               | barátságos      | -            | a szünetben                       |
| 2.           | 2002. március 27.    | Chișinău                                  | Moldova             | 0 – 2        | Magyarország        | barátságos      | -            | 59'                               |
| 3.           | 2002. április 17.    | Debrecen                                  | Magyarország        | 2 – 5        | Fehéroroszország    | barátságos      | -            | 72'                               |
| 4.           | 2002. május 8.       | Pécs                                      | Magyarország        | 0 – 2        | Horvátország        | barátságos      | -            | a szünetben                       |
| 5.           | 2002. augusztus 21.  | Budapest, Puskás Ferenc Stadion           | Magyarország        | 1 – 1        | Spanyolország       | barátságos      | -            | a szünetben                       |
| 6.           | 2002. október 12.    | Stockholm, Råsunda Stadion                | Svédország          | 1 – 1        | Magyarország        | Eb-selejtező    | -            | 69'                               |
| 7.           | 2002. október 16.    | Budapest, Megyeri úti Stadion             | Magyarország        | 3 – 0        | San Marino          | Eb-selejtező    | 3            | a szünetben 49' 60' 87'           |
| 8.           | 2002. november 20.   | Budapest, Üllői úti Stadion               | Magyarország        | 1 – 1        | Moldova             | barátságos      | -            | a szünetben                       |
| 9.           | 2003. április 30.    | Budapest, Megyeri úti Stadion             | Magyarország        | 5 – 1        | Luxemburg           | barátságos      | 1            | 18' a szünetben                   |
| 10.          | 2003. június 7.      | Budapest, Puskás Ferenc Stadion           | Magyarország        | 3 – 1        | Lettország          | Eb-selejtező    | 1            | 41' 87'                           |
| 11.          | 2003. augusztus 20.  | Muraszombat                               | Szlovénia           | 2 – 1        | Magyarország        | barátságos      | -            |                                   |
| 12.          | 2003. szeptember 10. | Riga, Skonto stadion                      | Lettország          | 3 – 1        | Magyarország        | Eb-selejtező    | -            | 86'                               |
| 13.          | 2003. október 11.    | Budapest, Puskás Ferenc Stadion           | Magyarország        | 1 – 2        | Lengyelország       | Eb-selejtező    | -            | 46'                               |
| 14.          | 2003. november 19.   | Budapest, Üllői úti Stadion               | Magyarország        | 0 – 1        | Észtország          | barátságos      | -            | 45'                               |
| 15.          | 2004. február 18.    | Páfosz (CYP)                              | Magyarország        | 2 – 0        | Örményország        | barátságos      | -            | 69'                               |
| 16.          | 2004. február 19.    | Limassol (CYP)                            | Magyarország        | 2 – 1        | Lettország          | barátságos      | -            | 19'                               |
| 17.          | 2004. február 21.    | Nicosia (CYP)                             | Magyarország        | 0 – 3        | Románia             | barátságos      | -            |                                   |
| 18.          | 2004. március 31.    | Budapest, Puskás Ferenc Stadion           | Magyarország        | 1 – 2        | Wales               | barátságos      | -            |                                   |
| 19.          | 2004. április 25.    | Zalaegerszeg, ZTE Aréna                   | Magyarország        | 3 – 2        | Japán               | barátságos      | -            | a szünetben                       |
| 20.          | 2004. április 28.    | Budapest, Puskás Ferenc Stadion           | Magyarország        | 1 – 4        | Brazília            | barátságos      | -            | 67'                               |
| 21.          | 2004. június 2.      | Tiencsin, Teda Football Stadium           | Kína                | 2 – 1        | Magyarország        | barátságos      | -            | a szünetben                       |
| 22.          | 2004. június 6.      | Kaiserslautern, Fritz Walter Stadion      | Németország         | 0 – 2        | Magyarország        | barátságos      | -            | 89'                               |
| 23.          | 2004. augusztus 18.  | Glasgow, Hampden Park                     | Skócia              | 0 – 3        | Magyarország        | barátságos      | -            | 76'                               |
| 24.          | 2004. szeptember 4.  | Zágráb, Maksimir Stadion                  | Horvátország        | 3 – 0        | Magyarország        | barátságos      | -            | 21'                               |
| 25.          | 2004. szeptember 8.  | Budapest, Szusza Ferenc Stadion           | Magyarország        | 3 – 2        | Izland              | vb-selejtező    | 1            | 62'                               |
| 26.          | 2004. október 9.     | Stockholm, Råsunda Stadion                | Svédország          | 3 – 0        | Magyarország        | vb-selejtező    | -            |                                   |
| 27.          | 2004. november 17.   | Ta’ Qali, Nemzeti Stadion                 | Málta               | 0 – 2        | Magyarország        | vb-selejtező    | 1            | 39' 67'                           |
| 28.          | 2005. február 2.     | Isztambul (TUR)                           | Magyarország        | 0 – 0        | Szaúd-Arábia        | barátságos      | -            |                                   |
| 29.          | 2005. május 31.      | Metz, Stade Saint-Symphorien              | Franciaország       | 2 – 1        | Magyarország        | barátságos      | -            | 46'                               |
| 30.          | 2005. június 4.      | Reykjavík, Laugardalsvöllur               | Izland              | 2 – 3        | Magyarország        | vb-selejtező    | 2            | 45' (11-esből) 57' (11-esből) 60' |
| 31.          | 2005. augusztus 17.  | Budapest, Puskás Ferenc Stadion           | Magyarország        | 1 – 2        | Argentína           | barátságos      | -            |                                   |
| 32.          | 2005. szeptember 3.  | Budapest, Szusza Ferenc Stadion           | Magyarország        | 4 – 0        | Málta               | vb-selejtező    | -            | 76'                               |
| 33.          | 2005. szeptember 7.  | Budapest, Puskás Ferenc Stadion           | Magyarország        | 0 – 1        | Svédország          | vb-selejtező    | -            |                                   |
| 34.          | 2006. május 24.      | Budapest, Szusza Ferenc Stadion           | Magyarország        | 2 – 0        | Új-Zéland           | barátságos      | -            |                                   |
| 35.          | 2006. május 30.      | Manchester, Old Trafford                  | Anglia              | 3 – 1        | Magyarország        | barátságos      | -            |                                   |
| 36.          | 2006. augusztus 16.  | Linz, UPC-Arena                           | Ausztria            | 1 – 2        | Magyarország        | barátságos      | 1            | 10' 89'                           |
| 37.          | 2006. szeptember 2.  | Budapest, Szusza Ferenc Stadion           | Magyarország        | 1 – 4        | Norvégia            | Eb-selejtező    | 1            | 89' (11-esből)                    |
| 38.          | 2006. szeptember 6.  | Zenica, Bilino Polje Stadion              | Bosznia-Hercegovina | 1 – 3        | Magyarország        | Eb-selejtező    | 1            | 47'                               |
| 39.          | 2006. október 7.     | Budapest, Puskás Ferenc Stadion           | Magyarország        | 0 – 1        | Törökország         | Eb-selejtező    | -            |                                   |
| 40.          | 2006. október 11.    | Ta’ Qali, Nemzeti Stadion                 | Málta               | 2 – 1        | Magyarország        | Eb-selejtező    | -            |                                   |
| 41.          | 2007. február 6.     | Limassol                                  | Ciprus              | 2 – 1        | Magyarország        | barátságos      | -            |                                   |
| 42.          | 2007. március 28.    | Budapest, Szusza Ferenc Stadion           | Magyarország        | 2 – 0        | Moldova             | Eb-selejtező    | 1            | 63'                               |
| 43.          | 2007. június 2.      | Iráklio, Pankritio                        | Görögország         | 2 – 0        | Magyarország        | Eb-selejtező    | -            |                                   |
| 44.          | 2007. június 6.      | Oslo, Ullevaal Stadion                    | Norvégia            | 4 – 0        | Magyarország        | Eb-selejtező    | -            |                                   |
| 45.          | 2007. augusztus 22.  | Budapest, Puskás Ferenc Stadion           | Magyarország        | 3 – 1        | Olaszország         | barátságos      | 1            | 67' (11-esből) 90+2'              |
| 46.          | 2007. szeptember 8.  | Székesfehérvár, Sóstói Stadion            | Magyarország        | 1 – 0        | Bosznia-Hercegovina | Eb-selejtező    | 1            | 39' (11-esből)                    |
| 47.          | 2007. szeptember 12. | Isztambul, Beşiktaş İnönü Stadion         | Törökország         | 3 – 0        | Magyarország        | Eb-selejtező    | -            | 64′                               |
| 48.          | 2007. október 13.    | Budapest, Szusza Ferenc Stadion           | Magyarország        | 2 – 0        | Málta               | Eb-selejtező    | -            |                                   |
| 49.          | 2007. október 13.    | Łódź                                      | Lengyelország       | 0 – 1        | Magyarország        | barátságos      | -            | 78'                               |
| 50.          | 2007. november 17.   | Chișinău, Zimbru Stadion                  | Moldova             | 3 – 0        | Magyarország        | Eb-selejtező    | -            | 30'                               |
| 51.          | 2008. február 6.     | Limassol, Cirion Stadion (CYP)            | Magyarország        | 1 – 1        | Szlovákia           | barátságos      | 1            | 54'                               |
| 52.          | 2008. május 24.      | Budapest, Puskás Ferenc Stadion           | Magyarország        | 3 – 2        | Görögország         | barátságos      | -            | 88'                               |
| 53.          | 2008. május 31.      | Budapest, Szusza Ferenc Stadion           | Magyarország        | 1 – 1        | Horvátország        | barátságos      | -            | 31'                               |
| 54.          | 2008. szeptember 6.  | Budapest, Puskás Ferenc Stadion           | Magyarország        | 0 – 0        | Dánia               | vb-selejtező    | -            | 64'                               |
| 55.          | 2008. szeptember 10. | Stockholm, Råsunda Stadion                | Svédország          | 2 – 1        | Magyarország        | vb-selejtező    | -            | 34'                               |
| 56.          | 2008. október 15.    | Ta’ Qali, Nemzeti Stadion                 | Málta               | 0 – 1        | Magyarország        | vb-selejtező    | -            | 45'                               |
| 57.          | 2008. november 19.   | Belfast, Windsor Park                     | Észak-Írország      | 0 – 2        | Magyarország        | barátságos      | 1            | 71'                               |
| 58.          | 2009. február 11.    | Ramat Gan, Ramat Gan Stadion              | Izrael              | 1 – 0        | Magyarország        | barátságos      | -            |                                   |
| 59.          | 2009. március 28.    | Tirana, Qemal Stafa Stadion               | Albánia             | 0 – 1        | Magyarország        | vb-selejtező    | -            | 90+1'                             |
| 60.          | 2009. április 1.     | Budapest, Puskás Ferenc Stadion           | Magyarország        | 3 – 0        | Málta               | vb-selejtező    | 1            | a szünetben 80'                   |
| 61.          | 2009. augusztus 12.  | Budapest, Puskás Ferenc Stadion           | Magyarország        | 0 – 1        | Románia             | barátságos      | -            | a szünetben                       |
| 62.          | 2009. szeptember 5.  | Budapest, Puskás Ferenc Stadion           | Magyarország        | 1 – 2        | Svédország          | vb-selejtező    | -            | 81'                               |
| 63.          | 2009. október 10.    | Lisszabon, Estádio da Luz                 | Portugália          | 3 – 0        | Magyarország        | vb-selejtező    | -            |                                   |
| 64.          | 2010. augusztus 11.  | London, Wembley Stadion                   | Anglia              | 2 – 1        | Magyarország        | barátságos      | -            |                                   |
| 65.          | 2010. szeptember 3.  | Stockholm, Råsunda Stadion                | Svédország          | 2 – 0        | Magyarország        | Eb-selejtező    | -            |                                   |
| 66.          | 2010. szeptember 7.  | Budapest, Szusza Ferenc Stadion           | Magyarország        | 2 – 1        | Moldova             | Eb-selejtező    | -            |                                   |
| 67.          | 2010. október 8.     | Budapest, Puskás Ferenc Stadion           | Magyarország        | 8 – 0        | San Marino          | Eb-selejtező    | 1            | 90+4' (11-esből)                  |
| 68.          | 2010. október 12.    | Helsinki, Olimpiai Stadion                | Finnország          | 1 – 2        | Magyarország        | Eb-selejtező    | -            |                                   |
| 69.          | 2011. február 9.     | Dubaj, al-Sabab Stadion (UAE)             | Azerbajdzsán        | 0 – 2        | Magyarország        | barátságos      | -            | 79'                               |
| 70.          | 2011. március 25.    | Budapest, Puskás Ferenc Stadion           | Magyarország        | 0 – 4        | Hollandia           | Eb-selejtező    | -            |                                   |
| 71.          | 2011. március 29.    | Amszterdam, Amsterdam ArenA               | Hollandia           | 5 – 3        | Magyarország        | Eb-selejtező    | 2            | 50' 75'                           |
| 72.          | 2011. november 11.   | Budapest, Puskás Ferenc Stadion           | Magyarország        | 5 – 0        | Liechtenstein       | barátságos      | -            | 70'                               |
| 73.          | 2011. november 15.   | Poznań, Városi Stadion                    | Lengyelország       | 2 – 1        | Magyarország        | barátságos      | -            |                                   |
| 74.          | 2012. szeptember 7.  | Andorra la Vella, Estadi Comunal          | Andorra             | 0 – 5        | Magyarország        | vb-selejtező    | 1            | 32' (11-esből) a szünetben        |
| 75.          | 2012. szeptember 11. | Budapest, Puskás Ferenc Stadion           | Magyarország        | 1 – 4        | Hollandia           | vb-selejtező    | -            | 80'                               |
| 76.          | 2012. október 12.    | Tallinn, A. Le Coq Aréna                  | Észtország          | 0 – 1        | Magyarország        | vb-selejtező    | -            | 79'                               |
| 77.          | 2012. október 16.    | Budapest, Puskás Ferenc Stadion           | Magyarország        | 3 – 1        | Törökország         | vb-selejtező    | 1            | 57' (11-esből) 86'                |
| 78.          | 2014. október 11.    | Bukarest, Nemzeti Stadion                 | Románia             | 1 – 1        | Magyarország        | Eb-selejtező    | -            | 26' 77'                           |
| 79.          | 2014. október 14.    | Tórshavn, Tórsvøllur Stadion              | Feröer              | 0 – 1        | Magyarország        | Eb-selejtező    | -            | 48'                               |
| 80.          | 2014. november 14.   | Budapest, Groupama Aréna                  | Magyarország        | 1 – 0        | Finnország          | Eb-selejtező    | 1            | 84'                               |
| 81.          | 2015. március 29.    | Budapest, Groupama Aréna                  | Magyarország        | 0 – 0        | Görögország         | Eb-selejtező    | -            |                                   |
| 82.          | 2015. június 13.     | Helsinki, Olimpiai Stadion                | Finnország          | 0 – 1        | Magyarország        | Eb-selejtező    | -            | 64'                               |
| 83.          | 2015. szeptember 7.  | Belfast, Windsor Park                     | Észak-Írország      | 1 – 1        | Magyarország        | Eb-selejtező    | -            |                                   |
| 84.          | 2015. október 8.     | Budapest, Groupama Aréna                  | Magyarország        | 2 – 1        | Feröer              | Eb-selejtező    | -            | 36'                               |
| 85.          | 2015. október 11.    | Pireusz, Karaiszkákisz Stadion            | Görögország         | 4 – 3        | Magyarország        | Eb-selejtező    | -            | 71'                               |
| 86.          | 2015. november 12.   | Oslo, Ullevaal Stadion                    | Norvégia            | 0 – 1        | Magyarország        | Eb-selejtező    | -            | 23'                               |
| 87.          | 2016. március 26.    | Budapest, Groupama Aréna                  | Magyarország        | 1 – 1        | Horvátország        | barátságos      | -            | 77'                               |
| 88.          | 2016. május 20.      | Budapest, Groupama Aréna                  | Magyarország        | 0 – 0        | Elefántcsontpart    | barátságos      | -            | a szünetben                       |
| 89.          | 2016. június 4.      | Gelsenkirchen, Veltins-Arena              | Németország         | 2 – 0        | Magyarország        | barátságos      | -            | 59'                               |
| 90.          | 2016. június 14.     | Bordeaux, Stade Bordeaux-Atlantique (FRA) | Ausztria            | 0 – 2        | Magyarország        | Eb-csoportkör   | -            |                                   |
| 91.          | 2016. június 18.     | Marseille, Stade Vélodrome (FRA)          | Izland              | 1 – 1        | Magyarország        | Eb-csoportkör   | -            |                                   |
| 92.          | 2016. június 22.     | Lyon, Stade des Lumières (FRA)            | Magyarország        | 3 – 3        | Portugália          | Eb-csoportkör   | 1            | 19' 34' a szünetben               |
| 93.          | 2016. június 26.     | Toulouse, Stadium de Toulouse (FRA)       | Magyarország        | 0 – 4        | Belgium             | Eb-nyolcaddöntő | -            | a szünetben                       |
| 94.          | 2016. október 7.     | Budapest, Groupama Aréna                  | Magyarország        | 2 – 3        | Svájc               | vb-selejtező    | -            |                                   |
| 95.          | 2016. október 10.    | Riga, Skonto stadion                      | Lettország          | 0 – 2        | Magyarország        | vb-selejtező    | -            | 83'                               |
| 96.          | 2016. november 13.   | Budapest, Groupama Aréna                  | Magyarország        | 4 – 0        | Andorra             | vb-selejtező    | 1            | 34' 84'                           |
| 97.          | 2017. március 25.    | Lisszabon, Estádio da Luz                 | Portugália          | 3 – 0        | Magyarország        | vb-selejtező    | -            | 76' 86'                           |
|              | Összesen             |                                           |                     | 97           | mérkőzés            |                 | 26           | gól                               |

### Góljai a válogatottban
| #   | Dátum               | Helyszín                                       | Ellenfél            | Gól | Végeredmény | Verseny                            |
| --- | ------------------- | ---------------------------------------------- | ------------------- | --- | ----------- | ---------------------------------- |
| 1.  | 2002. október 16.   | Szusza Ferenc Stadion, Budapest, Magyarország  | San Marino          | 1–0 | 3–0         | 2004-es Európa-bajnokság-selejtező |
| 2.  | 2002. október 16.   | Szusza Ferenc Stadion, Budapest, Magyarország  | San Marino          | 2–0 | 3–0         | 2004-es Európa-bajnokság-selejtező |
| 3.  | 2002. október 16.   | Szusza Ferenc Stadion, Budapest, Magyarország  | San Marino          | 3–0 | 3–0         | 2004-es Európa-bajnokság-selejtező |
| 4.  | 2003. április 30.   | Puskás Ferenc Stadion, Budapest, Magyarország  | Luxemburg           | 1–0 | 5–1         | Barátságos mérkőzés                |
| 5.  | 2003. június 7.     | Szusza Ferenc Stadion, Budapest, Magyarország  | Lettország          | 3–1 | 3–1         | 2004-es Európa-bajnokság-selejtező |
| 6.  | 2004. szeptember 8. | Szusza Ferenc Stadion, Budapest, Magyarország  | Izland              | 1–1 | 3–2         | 2006-os világbajnokság-selejtező   |
| 7.  | 2004. november 17.  | Nemzeti Stadion, Ta’ Qali, Málta               | Málta               | 0–1 | 0–2         | 2006-os világbajnokság-selejtező   |
| 8.  | 2005. június 4.     | Laugardalsvöllur, Reykjavík, Izland            | Izland              | 1–1 | 2–3         | 2006-os világbajnokság-selejtező   |
| 9.  | 2005. június 4.     | Laugardalsvöllur, Reykjavík, Izland            | Izland              | 1–2 | 2–3         | 2006-os világbajnokság-selejtező   |
| 10. | 2006. augusztus 16. | UPC-Arena, Graz, Ausztria                      | Ausztria            | 0–1 | 1–2         | Barátságos mérkőzés                |
| 11. | 2006. szeptember 2. | Szusza Ferenc Stadion, Budapest, Magyarország  | Norvégia            | 1–4 | 1–4         | 2008-as Európa-bajnokság-selejtező |
| 12. | 2006. szeptember 6. | Bilino Polje, Zenica, Bosznia-Hercegovina      | Bosznia-Hercegovina | 0–2 | 1–3         | 2008-as Európa-bajnokság-selejtező |
| 13. | 2007. március 28.   | Szusza Ferenc Stadion, Budapest, Magyarország  | Moldova             | 2–0 | 2–0         | 2008-as Európa-bajnokság-selejtező |
| 14. | 2007. augusztus 22. | Puskás Ferenc Stadion, Budapest, Magyarország  | Olaszország         | 2–1 | 3–1         | Barátságos mérkőzés                |
| 15. | 2007. szeptember 8. | Sóstói Stadion, Székesfehérvár, Magyarország   | Bosznia-Hercegovina | 1–0 | 1–0         | 2008-as Európa-bajnokság-selejtező |
| 16. | 2008. február 6.    | Tsirion Stadion, Limassol, Ciprusi Köztársaság | Szlovákia           | 0–1 | 1–1         | Barátságos mérkőzés                |
| 17. | 2008. november 19.  | Windsor Park, Belfast, Észak-Írország          | Észak-Írország      | 0–2 | 0–2         | Barátságos mérkőzés                |
| 18. | 2009. április 1.    | Puskás Ferenc Stadion, Budapest, Magyarország  | Málta               | 2–0 | 3–0         | 2010-es világbajnokság-selejtező   |
| 19. | 2010. október 8.    | Puskás Ferenc Stadion, Budapest, Magyarország  | San Marino          | 8–0 | 8–0         | 2012-es Európa-bajnokság-selejtező |
| 20. | 2011. március 29.   | Johan Cruijff Arena, Amszterdam, Hollandia     | Hollandia           | 1–2 | 5–3         | 2012-es Európa-bajnokság-selejtező |
| 21. | 2011. március 29.   | Johan Cruijff Arena, Amszterdam, Hollandia     | Hollandia           | 3–3 | 5–3         | 2012-es Európa-bajnokság-selejtező |
| 22. | 2012. szeptember 7. | Estadi Comunal, Andorra la Vella, Andorra      | Andorra             | 0–2 | 0–5         | 2014-es világbajnokság-selejtező   |
| 23. | 2012. október 16.   | Puskás Ferenc Stadion, Budapest, Magyarország  | Törökország         | 3–1 | 3–1         | 2014-es világbajnokság-selejtező   |
| 24. | 2014. november 14.  | Groupama Aréna, Budapest, Magyarország         | Finnország          | 1–0 | 1–0         | 2016-os Európa-bajnokság-selejtező |
| 25. | 2016. június 22.    | Parc Olympique Lyonnais, Lyon, Franciaország   | Portugália          | 1–0 | 3–3         | EB-csoportkör                      |
| 26. | 2016. november 13.  | Groupama Aréna, Budapest, Magyarország         | Andorra             | 1–0 | 4–0         | 2018-as világbajnokság-selejtező   |

## Edzői statisztika
Utolsó elszámolt mérkőzés dátuma: 2025. augusztus 18.
| Csapat           | –tól              | –ig                 | Statisztika | Statisztika | Statisztika | Statisztika | Statisztika | Statisztika | Statisztika | Statisztika |
| Csapat           | –tól              | –ig                 | M           | GY          | D           | V           | RG          | KG          | GK          | GY %        |
| ---------------- | ----------------- | ------------------- | ----------- | ----------- | ----------- | ----------- | ----------- | ----------- | ----------- | ----------- |
| Magyarország U21 | 2019. június 7.   | 2024. február 26.   | 35          | 13          | 6           | 16          | 43          | 53          | –10         | 37.14%      |
| Vasas            | 2024. február 26. | 2024. augusztus 21. | 18          | 10          | 5           | 3           | 31          | 18          | +13         | 55.56%      |
| Kecskeméti TE    | 2024. október 16. | jelenleg is         | 29          | 5           | 11          | 13          | 30          | 44          | –14         | 17.24%      |
| Összesítve       | Összesítve        | Összesítve          | 82          | 28          | 22          | 32          | 104         | 115         | –11         | 34.15%      |

### Magyar U21-es szövetségi kapitányként
| Mérkőzés                          | Összesen | Győzelem | Döntetlen | Vereség | Százalék |
| --------------------------------- | -------- | -------- | --------- | ------- | -------- |
| Összes mérkőzés                   | 35       | 13       | 6         | 16      | 37,14%   |
| Tétmérkőzés                       | 19       | 6        | 3         | 10      | 31,57%   |
| — 2021-es U21-es Európa-bajnokság | 3        | 0        | 0         | 3       | 0%       |
| — 2023-as U21-es Eb-selejtező     | 10       | 4        | 2         | 4       | 40%      |
| — 2025-ös U21-es Eb-selejtező     | 6        | 2        | 1         | 3       | 33,33%   |
| Barátságos mérkőzés               | 16       | 7        | 3         | 6       | 43,75%   |
| Hazai pályán                      | 8        | 3        | 1         | 4       | 37,5%    |
| Idegenben                         | 5        | 2        | 2         | 1       | 40%      |
| Semleges pályán                   | 3        | 2        | 0         | 1       | 66,66%   |